# Emmentaler Alpen
Die Emmentaler Alpen (Emmengruppe im Geographischen Lexikon der Schweiz) sind eine Gebirgsgruppe am Alpennordrand und befinden sich in den Schweizer Kantonen Bern, Luzern, Ob- und Nidwalden. In ihrem südlichen Teil (Bergketten nördlich von Thuner- und Brienzersee) beginnt bereits das Berner Oberland. Umgeben wird die Gruppe vom Schweizer Mittelland, den Urner-, Berner- und Freiburger Alpen. Das luzernische Entlebuch befindet sich in ihrem Zentrum. Höchste Erhebung ist das Brienzer Rothorn oberhalb des nördlichen Brienzersee-Ufers, wo gleich drei Kantone zusammentreffen.
Namensgebend ist das Emmental mit dem Fluss Emme.

## Umgrenzung
Die Emmentaler Alpen werden umgrenzt (im Uhrzeigersinn, von Norden beginnend) von Kleiner Emme, Vierwaldstätter- mit Alpnachersee, Sarner Aa, Lungerersee, Brünigpass, Brienzersee, Thunersee, Aare, Chise, Schüpbachkanal, Emme, Grüene, Griesbach, Rotbach, Langete, Luthern und Seewag und bedecken eine Fläche von 1'800 km².
Der Höhenbereich erstreckt sich von 429 m ü. M. (Emmen) bis 2348 m ü. M. (Brienzer Rothorn).

## Gliederung

### Hohgant, Sigriswiler- und Güggisgrat

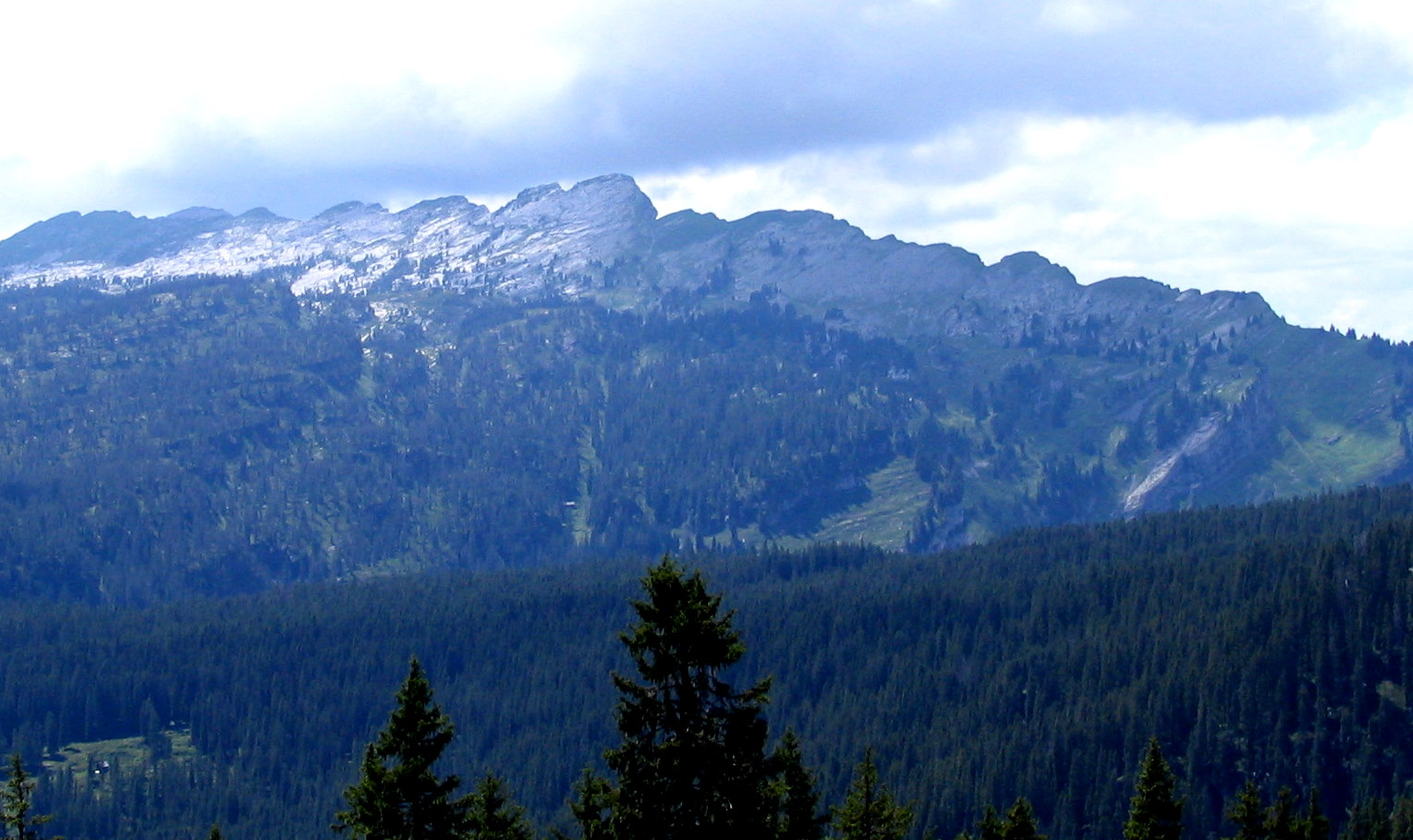
Die Sieben Hengste von Osten gesehen

Im Zentrum der Emmentaler Alpen befindet sich eine dominierende Bergkette, die von Südwesten nach Nordosten zieht. Nördlich dieser Kette befindet sich ein flacheres Becken zum Mittelland hin. Die Bergkette beginnt mit zwei parallelen Massiven, die vom Thunersee nach Nordosten ziehen. Dabei ist der Sigriswilergrat das nördliche und der Güggisgrat das südliche. Nach etwa sechs Kilometern folgt zwischen den beiden der Bergkamm der Sieben Hengste. Dieser wird nach drei Kilometern durch den Grünenbergpass vom Gebirgsstock des Hohgant getrennt.

### Schrattenfluh, Beichlen, Rämisgummen

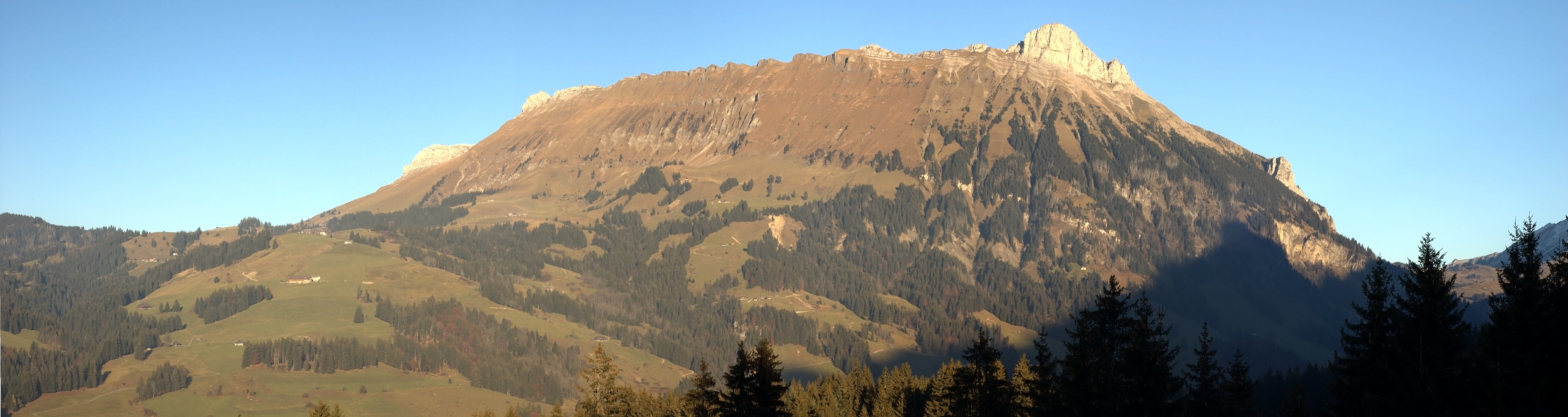
Schrattenfluh im Zentrum der Emmentaler Alpen

Nach weiteren sieben Kilometern trennt das tiefe Tal der Emme den Gebirgsstock der Schrattenfluh ab. Mit der Waldemme endet dieser Stock nach sechs Kilometern und es schliessen sich mehrere niedrigere und kleinere Kämme im Nordosten an, darunter die Beichlen.

### Pilatus

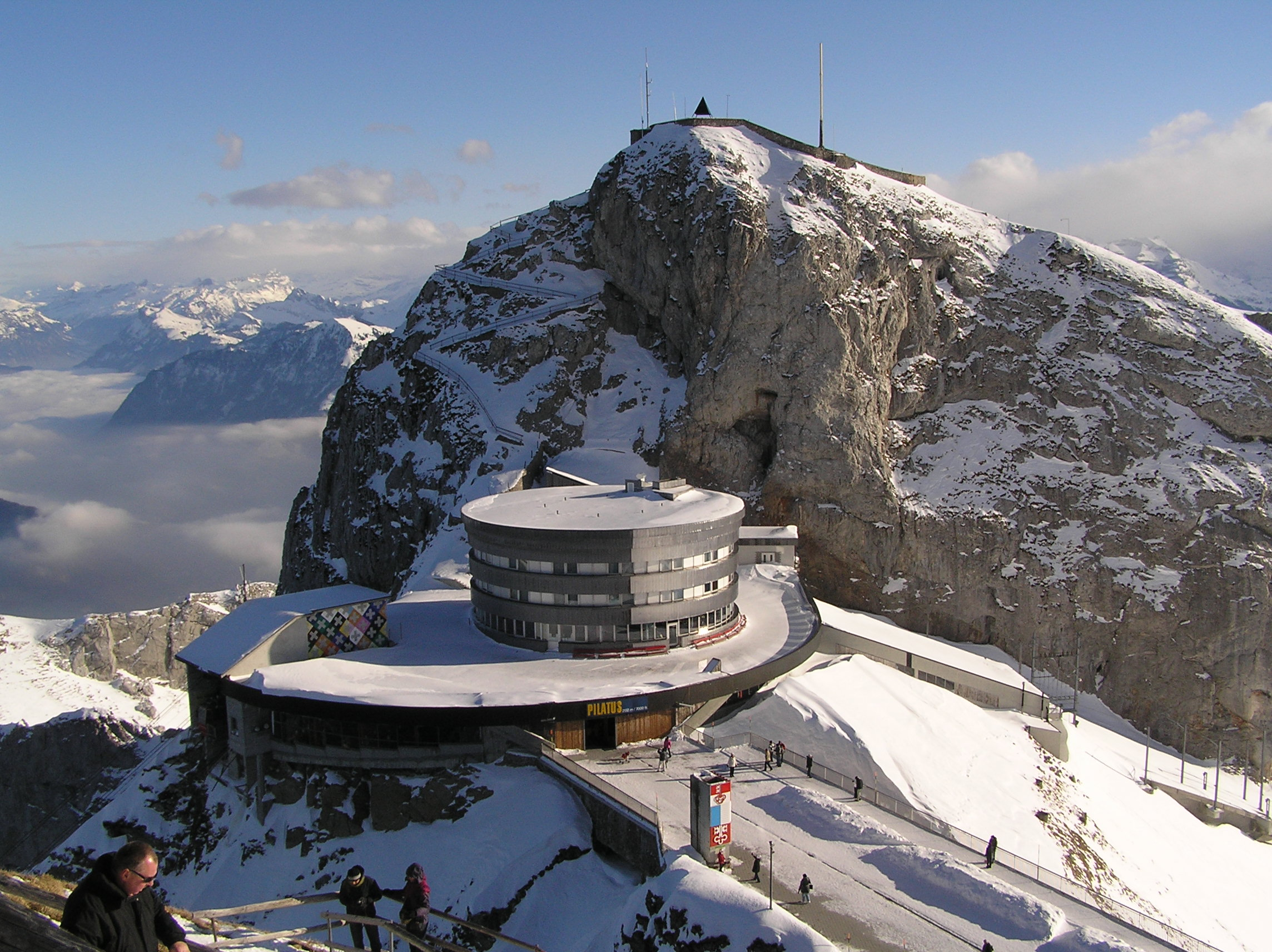
Pilatus (Station) mit Esel

Hierauf flacht das Gelände etwas ab, bis sich zum Vierwaldstättersee das Massiv des Pilatus anschliesst.

### Giswiler Stöcke und Brienzergrat
Zwischen Hohgant und Brienzersee befindet sich der Brienzergrat, dessen höchster Gipfel (Brienzer Rothorn) zugleich auch der höchste der Gesamtgruppe ist.

### Napfgebiet
Die nördlichste und ins Mittelland übergehende Untergruppe ist das Napfgebiet mit dem Napf als höchstem Berg.

## Geologie
Der geologische Untergrund wird durch Formationen aus Kalkstein, Flysch und Molasse gebildet. Kalke der Kreidezeit finden sich vorwiegend im Bereich Pilatus, Schrattenfluh, Hohgant, Güggisgrat und Sigriswilgrat. Der Schrattenkalk ist von ausgedehnten Karrenfeldern und Höhlensystemen durchzogen. Der helvetischen Randkette vorgelagert finden sich die Schichten der subalpinen Molasse Sandstein, Nagelfluh und Mergel. Die Randkette wird von Flysch unterlagert, dessen weiches Gestein die Überschiebung des ganzen Kreide-Paketes über die subalpine Molasse ermöglichte. Als oberstes Stockwerk der Kette finden sich teilweise noch Gesteine aus der Tertiärformation (Hohgantsandstein, Lithothamnienkalk).
Eine besondere Stellung nehmen die Giswilerstöcke ein. Sie sind ein Überrest (Klippe) der hier sonst völlig erodierten penninischen Decke.

## Gipfel

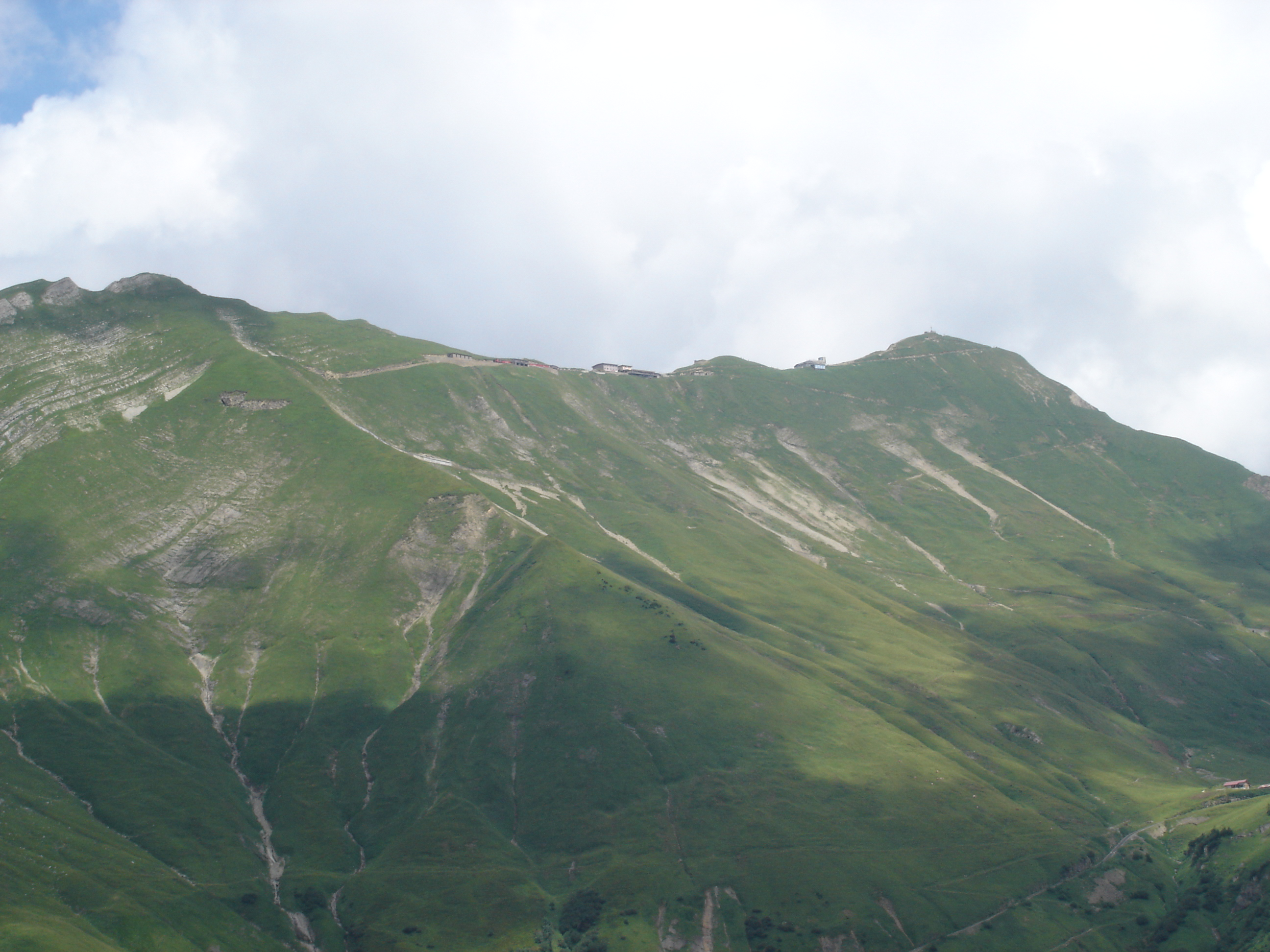
Brienzer Rothorn

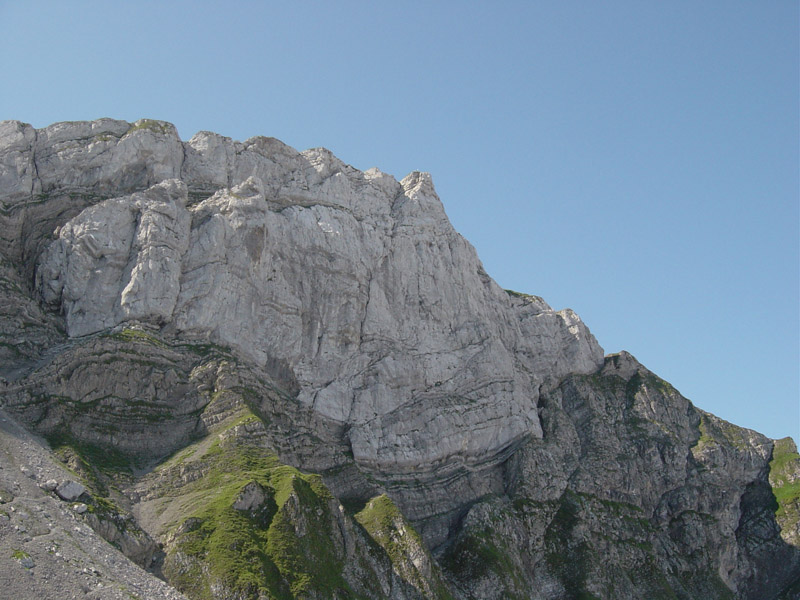
Tomlishorn

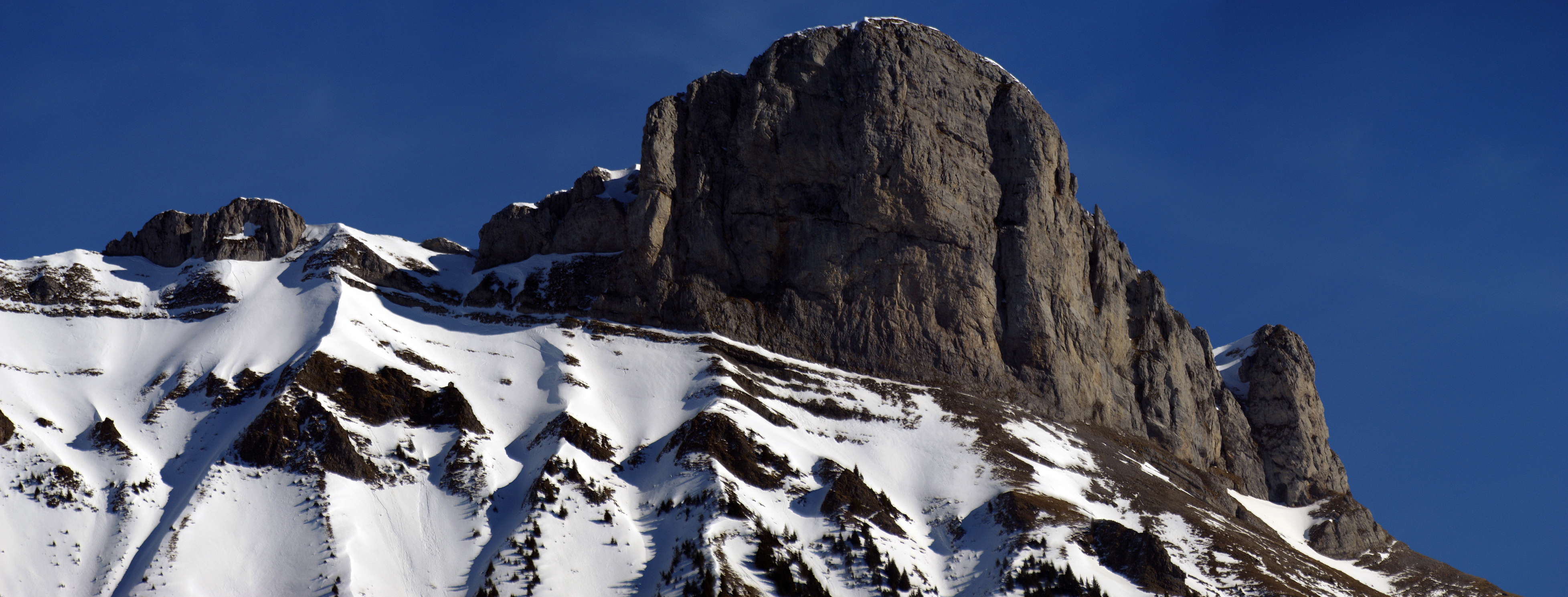
Schibengütsch

Erhebungen in den Emmentaler Alpen, die eine Höhe von etwa 2'000 Meter und mehr erreichen.
| Berg                 | Höhe   | Zugehörigkeit   |
| -------------------- | ------ | --------------- |
| Brienzer Rothorn     | 2348 m | Brienzergrat    |
| Tannhorn             | 2221 m | Brienzergrat    |
| Furggengütsch        | 2197 m | Hohgant         |
| Briefenhorn          | 2165 m | Brienzergrat    |
| Steinigi Matte       | 2163 m | Hohgant         |
| Tomlishorn           | 2129 m | Pilatus         |
| Esel                 | 2119 m | Pilatus         |
| Hengst               | 2093 m | Schrattenfluh   |
| Hächlen              | 2089 m | Schrattenfluh   |
| Widderfeld (Pilatus) | 2075 m | Pilatus         |
| Burgfeldstand        | 2064 m | Güggisgrat      |
| Hohgant West         | 2063 m | Hohgant         |
| Gemmenalphorn        | 2061 m | Güggisgrat      |
| Sigriswiler Rothorn  | 2051 m | Sigriswilergrat |
| Ällgäuhorn           | 2047 m | Brienzergrat    |
| Matthorn             | 2041 m | Pilatus         |
| Schibengütsch        | 2037 m | Schrattenfluh   |
| Mittaghorn           | 2014 m | Sigriswilergrat |
| Niederhorn           | 1963 m | Güggisgrat      |
| Napf                 | 1406 m | Napfgebiet      |

## Flora und Fauna

### Flora
Die Verbreitungsgrenze von Tannen liegt bei 1'800 Meter, von Buchen bei 1'600 Meter und von Eschen bei 1'400 Meter. In den Wäldern um Entlebuch ist der Wald nahezu ausnahmslos aus Fichten aufgebaut, Mischwald ist kaum vorhanden. Am Hohgant finden sich grössere Bergkieferwälder an den Südhängen.

### Fauna
In den Bereichen von Eigental, Hohgant und Brienzer Rothorn sind einige Steinbockkolonien.